# 三谷晃一 (詩人)
三谷晃一（みたに こういち、1922年9月7日 - 2005年2月23日）は、日本の詩人。福島民報社に勤務の傍ら、生涯詩人としての生き方を貫き通し、郷里福島の地から、第1詩集『蝶の記憶』から第9詩集『河口まで』を発表した。

## 概要
地方と呼ばれる都会から離れた地域に生きる人々に限りなく温かい眼差しを注ぐ。アジアの中央から日本まで国境を越えて続くそば畑で、その生育とともに人生を紡ぐ人々、山深い田舎で便りを待ちわびる人々に郵便を配達する 郵便配達夫、 生涯をかけ樹齢千年の紅枝垂桜の子孫を訪ね歩いて、 420本の子孫桜を捜し出した農夫など、名もなく人知れず、日々の生活に命を賭ける無数の人々が支える日常生活に確かな世界を見出す。
一方で、都会という「なま暖かい」、地域を基盤にした産業文明の発展が生み出した思想や、危険な兆候に怖れを抱く。自らも虐げられ多くの友を戦場で失った青年時代の暗い体験から、社会が進歩しているにもかかわらず人命を軽んずる風潮が蔓延し、戦争や原爆による破壊、テクノロジーの進化に伴う地球の汚染や自然破壊が進行する現状に、産業文明の発展が人間をなおざりにしてかえって文明の退行に突き進んでいくことに警鐘を鳴らしてきた。 

## 生涯

### 幼少時代
1922年（大正11年）、福島県安達郡本宮町にて、父芳松、母そよの長男として生まれた。父芳松は菓子屋を営み繁盛していたが、金融恐慌で財産を失い、心労が重なって三谷が５歳の時に亡くなった。これを機会に一家は郡山に移り住んだ。郡山金透尋常高等小学校（現：郡山市立金透小学校）在校時に文学に興味を持ち始めて短歌と俳句を作り始め、幼少時から文学的才能を発揮した。

### 郡山商業学校時代

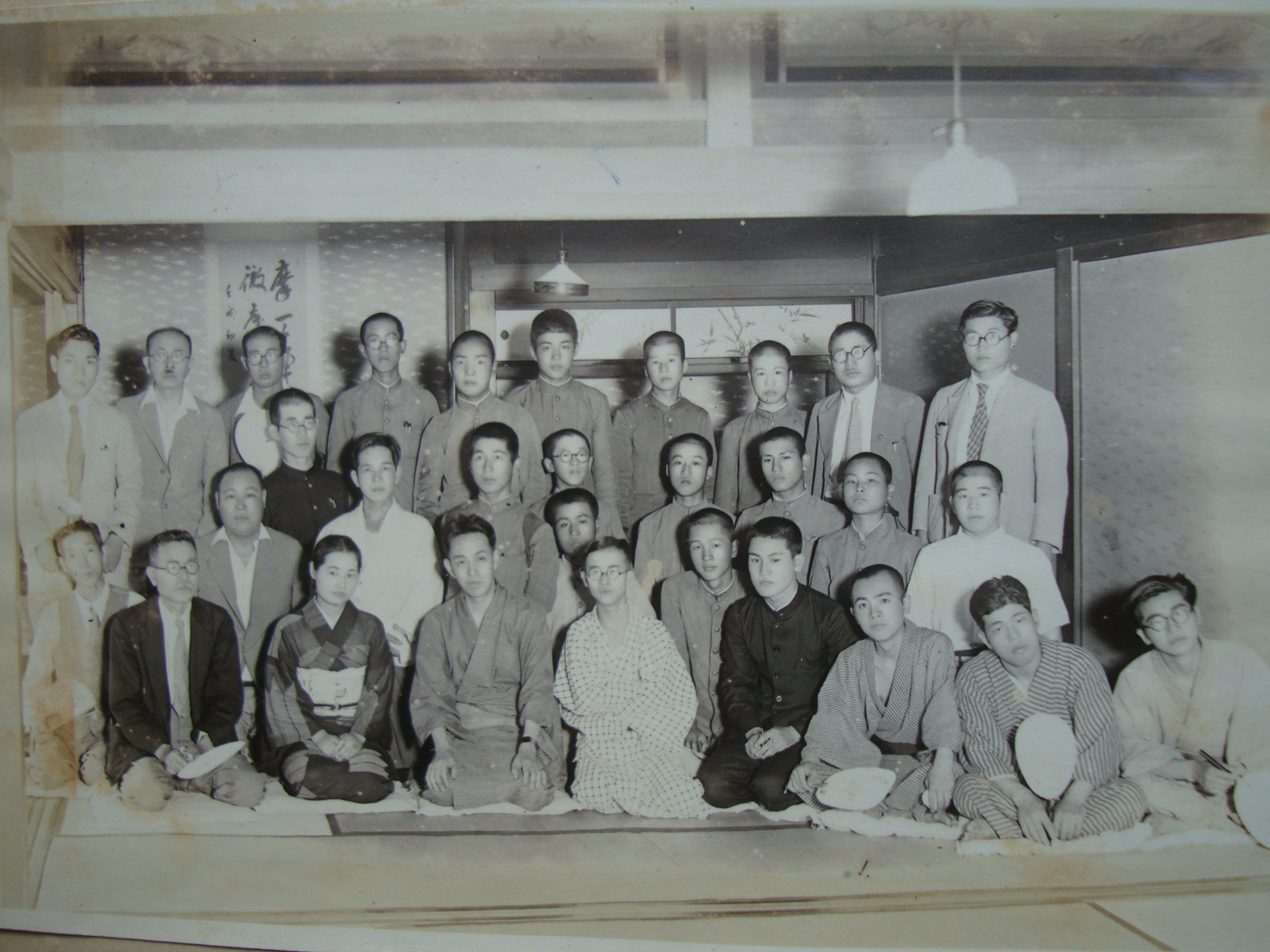
「蠟人形」郡山支部。前列中央に丘灯至夫、左に西條八十、右の学生服は三谷晃一と太田博。

1935年（昭和10年）、郡山商業学校（現：福島県立郡山商業高等学校）に進学、同校教頭の歌人でもある横山三穂の影響で短歌の創作に励み、後に歌人並木秋人の指導を受ける。その後は詩に興味を持つようになり、母校の先輩である詩人丘灯至夫（当時・岡登志夫）の主宰していた文芸総合誌「蝋人形」郡山支部例会に出席する。
三谷はここで、母校の上級生であり優れた詩才を持つ太田博と出会う、さらに生涯の誌友となる菊池貞三とも詩作を競っている。1939年（昭和14年）、郡山商業学校５年生の時に、手書きの詩集『北方（ほっぽう）』創刊号を発刊した。太田博が「谷玲之介」、三谷晃一が「三谷怜」の筆名で、少年詩「児等よ」、「とほき丘」などの詩作を寄せている。しかし、三谷の小樽高等商業学校（現：小樽商科大学進学のため、翌1940年2月（昭和15年）第4号をもって終刊となった。

### 小樽高等商業学校時代
小樽高等商業学校は、卒業生に伊藤整、小林多喜二などの文人が多数おり、その文学的雰囲気は極めて高いものがあった。新聞部、文学研究会に所属して学校新聞や詩誌『木星』に作品を発表する傍ら、「蠟人形」郡山支部の詩誌『蒼空』にも作品「紅鸚哥」を寄せている。学校の修業年限は3年であったが、国策による6か月繰り上げ卒業で1942年（昭和17年）9月に卒業した。少年から青年への成長の影響からか、郡山時代の抒情性から小樽時代の象徴性への詩風の変化が伺われる。

### 徴兵と軍隊時代
卒業後は、東京の安田銀行（現：みずほ銀行）本店に入行した。20歳を迎えたこの年、入行後わずか3か月後の同年12月に会津若松東部24部隊に入隊した。しかし在隊わずか17日にして華中派遣第22師団に転属し、朝鮮を経由して浙江省武義県の第1大隊第2中隊軽機関銃班に配属される。当時、旧制中学校（商業学校を含む）を卒業後に旧制高等学校を卒業した者は、入隊後は検閲を経て幹部候補生として士官への道を歩むことができたが、内地から送られたフランス詩書などが軍部の目に留まり、反戦主義者とみなされ士官への道を閉ざされた
。中国派遣軍最大の湘桂会戦に参加、上海・広州・南寧を経由してフランス領インドシナ（現：ベトナム）で終戦を迎えた。復員までサイゴン駐留約2万人の日本軍の食糧補給の任務に当たった。戦争中は詩作をすることはほとんどできなかったが、それでも従軍中に数少ない詩などの断片を手帳に記していたが戦乱の中で失われた。

### 復員と新聞記者
軍隊生活4年間を経て、1946年（昭和21年）5月にサイゴンから日本へ復員し、翌6月に郡山の自宅に落ち着く。母と共に暮らす必要もあり、出征前に入行した安田銀行を退職し、地元福島県の福島民報社に入社し新聞記者としての第一歩を踏み出す。旧友菊地貞三と再会し『ほむら詩会』に参加して4年ぶりに詩作に打ち込む日々を取り戻した。
復員後1年の1947年（昭和22年）7月、青春時代ともに詩作に打ち込んだ畏友・太田博が、沖縄で戦死した旨の公報が親族に届いた。三谷は戦後に復刊した、丘灯至夫主宰の詩誌『蒼空』10月号で亡き詩友太田博を偲ぶ 『故同人追悼号』を編集発刊した。三谷が自身の前半生最大の出来事の一つとした太田博との交流は戦争の激流により失われ、後年に三谷は沖縄県を訪れ、太田の早すぎる死とその才能を惜しんでいる。
また同1947年、菊地貞三とともに詩誌『銀河系』を復刊、編集同人として詩作に打ち込む。同誌は1952年（昭和27年）7月発行の第19号まで続いた。

### 草野新平との出会い
1948年（昭和23年）、福島民報社平支店転勤となるが、遠藤節支店長（俳優中村敦夫の父）が作家であったことから、赴任先のいわきで多くの詩人と知り合う。このとき後に終生の師と仰ぐ草野新平と列車の中で出会い詩の指導を受けている。1950年（昭和25年）、28歳を迎えて『銀河系』同人であり、高校教諭であった阿部正子と結婚し家庭を持つ。この頃に矢吹町在住の大滝清雄と出会い、詩誌『龍』の同人となり、ここが主な活動の場となったため、詩誌『銀河系』は休刊となった。
福島民報社白河支店長となった1955年（昭和30年）、白河市内の詩人斎藤庸一と交友を深め、詩誌『詩』を創刊する。さらに、青年期の詩と戦後に書かれた詩を基に構成した初の本格的第1詩集『蝶の記憶』を発刊し、翌1956年（昭和31年）福島県文学賞を受賞した。

### 日本現代詩人会会員
1957年（昭和32年）、福島民報社会津若松支社長となり、社会的傾向を強めた新しい時期の詩で構成した、前作と対照的な内容の第2詩集『東京急行便』を発表する。会津地方の詩人達と交流を深め「会津詩人協会」を設立して、創作中心の『盆地』の同人となる。本社編集局次長に栄転した1964年（昭和39年）、会津時代に触発された斎藤清の版画のイメージを基にした、第3詩集『会津の冬』を出版した。
1960年代後は、福島民報社取締役郡山支社長となり、この頃の詩作は多くはないが、木原孝一、黒田三郎の推薦で日本現代詩人会に入会を果たす。1970年代前半に入ると、再度復刊した『銀河系』に参加したのを契機に創作活動が活発になり、8年ぶりの第4詩集『さびしい繭』を発表した。これは後に恩師の元小樽商科大学教授の松尾正路が抜粋しフランス語訳『さびしい繭抄』として出版しパリで頒布された。

### 福島県現代詩人会創設と初代会長
1972年（昭和47年）からは福島県文学賞審査員を務め、同年には郡山市教育功労賞を受賞するなど、自らの詩作を行うだけではなく、後進の詩人たちに指導を行う立場となる。
1970年代後半に入ると、創作活動は幅広い分野に広がり、前詩集から間を置かず第5詩集『長い冬みじかい夏』を発表した。これは後に「H氏賞」候補となった。また、1975年（昭和50年）に創刊されたタウン誌『街こおりやま』編集同人となり、編集長の伊藤和とともに以来30年間にわたり時事解説、対談などを行ってきた。翌1976年（昭和51年）、イラストレーター篠崎三朗の協力で、詩画展を郡山と東京で開催し、同時に詩画集『ふるさとへかえるかえるな』を出版した。
1978年（昭和53年）、会員数123名を擁する「福島県現代詩人会」を大滝清雄、若松丈太郎などとともに創設し、初代会長に推戴された。

### 福島民報社退職
1979年（昭和54年）、長年勤めてきた福島民報社を取締役・論説委員長を最後に57歳で退職し、同社編集顧問となる。
退職により自由に活動する機会を得て、詩作の仕事はさらに大きな広がりを見せる。翌1980年（昭和55年）年には、日本現代詩人会「H氏賞」選考委員となり、その活動は福島県内を超えて広く日本全国に及ぶことになった。創作では、草野心平が題字を書いた第6詩集『ふるさとへかえれかえるな』、詩になじみの薄い一般読者や中高生を対象とした詩集『きんぽうげの歌』を発表する。また、作曲家と組んで作詞を行う機会がこの頃から増え始め、合唱組曲『ふるさと詠唱・安積』を湯浅譲二と制作したのを契機に、校歌から社歌までと幅広いジャンルの楽曲の作詞を手掛けている。

### 丸山薫賞受賞とエッセイ執筆
1980年代後半に入り、有我祥吉が中心となった「詩の会こおりやま」詩誌『宇宙塵』などを創作活動の場とした。詩作への情熱は衰えず、第7詩集『野犬捕獲人』、6年後に70歳を迎えて第8詩集『遠縁の人』を発表し、これらの作品は「現代詩人賞」「日本詩人クラブ賞」「地球賞」など多数の賞の候補になった。
1990年代から2000年代にかけては、1993年（平成5年）1月からタウン誌『街こおりやま』に毎号にわたってエッセイ『囀声塵語』に続いて『竹さゝゝ』を執筆し、2005年（平成17年）に亡くなる直前まで147回の執筆活動を行っている。さらに、2001年（平成13年）には自選詩集『星と花火』を出版し、翌2002年（平成14年）に80歳で第9詩集『河口まで』を出版して「丸山薫賞」を受賞し、この詩集が遺作となった。
詩と酒と煙草とコーヒーを終生愛し、重症の病床にあっても密かに抜け出して煙草と酒を口にしていた。入院中に病院で執筆した『街こおりやま』の連載エッセイ『竹さゝゝ』第147回が絶筆となった。

## 主な作品

### 詩集
- 第1詩集『蝶の記憶』詩の会、1956年
- 第2詩集『東京急行便』詩の会、1957年
- 第3詩集『会津の冬』昭森社、1964年
- 第4詩集『さびしい繭』地球社、1972年
- 第5詩集『長い冬みじかい夏』地球社、1975年
- 第6詩集『ふるさとへかえるかえるな』九藝出版、1981年
- 第7詩集『野犬捕獲人』花神社、1968年
- 第8詩集『遠縁のひと』土曜美術社出版販売、1992年
- 第9詩集『河口まで』宇宙塵詩社、2002年

### 自選詩集
- 『さびしい繭抄』1973年（フランス語訳）
- 『ふるさとへかえれかえるな』企画室コア、1976年（誌画集）
- 『星と花火』文芸社、1983年
- 『三谷晃一詩集』土曜美術社出版販売、1989年（日本現代詩文庫32）
- 『きんぽうげの歌』近代文藝社、2001年

### 全集
- 『三谷晃一全詩集』コールサック社、2016年（没後出版）

### 紀行文・エッセイ
- 『ふくしまの味』福島中央テレビ、1975年
- 『グアダルキビル川のほとり』福島民報社、1988年（紀行文集）
- 『囀声塵語・竹さゝゝ』街こおりやま社、2006年（随想集、没後出版）

### 詩論
- 『福島縣詩人選集』福島縣詩人協會、1968年11月刊
- 『黒』「架空の対話」連載第1回、黒詩社、1969年7月刊
- 『黒』「架空の対話」連載第2回、黒詩社、1970年8月刊
- 『黒』「架空の対話」連載第3回、黒詩社、1971年10月刊
- 『詩と思想』「現代詩の“系図”を読む」、土曜美術社、1992年8月号
- 『詩と思想』「現代のなかで持つ『地域』の意味」、土曜美術社、1998年11月号
- 『街こおりやま』No. 246「神の声」、街こおりやま社、1995年10月刊
- 『熱気球』第8集「思い出すこと」、詩の会こおりやま、2009年

### 合唱組曲
- 『ふるさと詠唱・安積』作曲：湯浅譲二、1980年
- 『こおりやま讃歌』作曲：湯浅譲二、1988年

### 校歌・社歌
- 郡山市立富田東小学校校歌、作曲：岡部富士夫、1984年
- 郡山市立朝日が丘小学校校歌、作曲：岡部富士夫、1988年
- 郡山市立明健小学校校歌、作曲：湯浅譲二、1990年
- 郡山市立富田西小学校校歌、作曲：湯浅譲二、1993年
- 太田綜合病院百年讃歌「いつの世も 心やさしく」、作曲：岡部富士夫、1995年

## 表彰・受賞歴
- 1956年（昭和31年）福島県文学賞受賞（『蝶の記憶』）
- 1972年（昭和47年）郡山市教育功労賞受賞
- 1987年（昭和62年）福島県文化振興基金文化功労顕彰
- 1988年（昭和63年）郡山市文化功労賞受賞
- 1990年（平成2年）福島県教育委員会芸術功労者表彰
- 1991年（平成3年度）福島県文化功労賞受賞
- 1995年（平成7年）文部大臣文化功労者賞受賞
- 2003年（平成15年）丸山薫賞受賞（『河口まで』）

## 詩碑
- 「地蔵桜縁起」福島県郡山市中田町木目沢 - 『野犬捕獲人』より「三春滝桜」伝承、2005年建立
- 「湖南頌」福島県郡山市湖南町舟津公園 - 『盆地』より「湖南頌」、1990年建立
- 「ある日鎮守の森で」- 福島県郡山市清水台・安積国造神社 - 『宇宙塵』8号より、2004年建立

## 詩論と詩人らの想い

### 三谷晃一
- 『黒』(黒詩社「架空の対話」第3回、1971年10月刊)

（前略）象徴派とか人世派、あるいは超現実派といった、従来おこなわれてきた詩の分類は現在はさして意味あるものとは思えない。（中略）一つはマルローのいうように、産業文明社会の諸現象をそのまま受けとめ、その上におのれの象徴の妥当性を確立するという方法、これは当然複雑難解への道を辿らざるを得ない。もうひとつは複雑多岐な諸現象の底を流れる不変なものに心耳を当てていこうという考え方だ。（中略）原爆という素材はもっとも現代的な方法でなければ書けないかといえば決してそんなことはない。そこにあるのは死という不変の座標軸であるはずだ。（中略）高村光太郎の詩に「天然の素中に帰らう」というのがあったが、素中に帰る努力を怠ると詩は現代の複雑多岐な諸現象の中に拡散してしまうおそれがある。詩人はスポンサーのその時々の要求に応ずるコピーライターではない。
- 『誌と思想』（土曜美術社出版販売、1998年11月号）

（前略）そしてこの「日常」こそ、今日「地域」が最も豊かに、いってみれば地下水の様に「保持」しているものなのである。（中略）「地域」は、あるいは「地方」は、いまその「保持」する「異種の大木」を、あるいは「森」を「地下水」を捜し出す時期に来ていると私は思う。（中略）例えば言葉が獲得できる「微妙」の世界は、ナノグラムとかミクロンといった単位では計れない。単位でいえば私たち東洋人が知っている最大の単位である「京」で考えたほうがいい。「京」は「兆」の一万倍に相当し、千京分の一を「虚」と呼ぶ。この辺が人間の限界であり、かつては「虚」に遊んだ詩人もいたのである。ここまで来て読者は、はじめて「虚」のすごさに襟を正すことになろう。（中略）三好達治は大岡信氏との雑誌対談のなかで、「日本の詩はこれから悪い時代に入ってゆく」と述べた。その翌年、三好さんは他界する。詩人は死を前に、やがて来るものを正しく見通していたのだと考えられる。

### 菊地貞三
- 『誌と思想』（土曜美術社出版販売、1989年8月号）

短歌に始まり「蝋人形」でめざめた彼の詩の生い立ちに根ざす抒情性は、多分に知的センスの素地を持っていたが、この小樽の三年間で強烈な知的洗礼を受け、文学的思想形成の芽をふいた。それからの戦後四十余年、それは年輪とともに沈潜し熟成してきてはいるものの、彼の詩の持つ知的抒情―文明批評性と情緒性とのバランスはくずれず、時にシャープに時にはダルにゆるみながら頑固なほどに一貫している。（中略）三谷さんの詩を概観して気づく特徴に、北方志向とふるさと思考がある。彼の言う北方とふるさととは必ずしも風土を意味しないことでイコールであり、むろん郷里でもない。（中略）流れゆく時間の中で、三谷さんのふるさと、それは彼のセンチメントの母胎をなす（誤解をおそれずにいえば）保守的佇立性、頑固な良識とよぶこともできようか。

### 鈴木比佐雄
- 『三谷晃一全詩集』（コールサック社、2016年、解説）

（前略）初めて見た三谷さんは、一見穏やかな風貌だが、戦争など多くの不幸な体験を経て、何か途轍もない鋭利な理性を抱えていて、人間世界や世界情勢を一刀両断できるリアリストの眼を持ちながら、人一倍悲しみや虚しさを秘めている魅力的な人物だった。（中略）新春に出会った後に書かれたこの詩論を始めて読んだ時にはその格調高い文体と緻密な論理的な展開に驚かされた。それゆえに現役の詩人の中で最も名文家であり、優れた文明批評を書きうる詩論家であると考えたのだった。近代・現代の世界的な技術文明の問題点を抉り出し、それにもろに影響を受けているモダニズム詩人の末裔である現代詩人たちは完膚なきまでに批判されている。それは三谷さん自身への諫めでもあるし、後世の詩人たちへの警告でもあり、遺言でもあったと思われる。この「地域」の中で「虚」を抱いて詩作しようとする詩論が書かれてから１８年ほどが経つが、少しも古びることなく今もその趣旨は私たちの切実な課題である。

### 若松丈太郎
- 『三谷晃一全詩集』（コールサック社、2016年、解説）

初期詩集のころから認められた三谷晃一の社会への関心は、七十年代当初の『さびしい繭』以後になるといっそう強まり、文明批評というべきものへと高まっていく。（中略）人間の文明を「時間という闇の中の一点の火」「人間の旅は終わりかけている」（中略）と文明の終焉を予知する。（中略）文明の行方を案じる警世家としての三谷晃一は、伝えることの希望を『東京急行便』のころはまだ確信していた。（中略）しかし『会津の冬』から後は伝ええない思いがつよまってくる。「いくら呼んでも/だれも来てはくれない」 （中略）このくりかえし発せられる伝ええない思いは、文明の終焉を確信してからは「この確信を/いずこの空間に向かって打電すべきか」とのごとくに、宇宙空間の暗がりの彼方に向けられている。有我祥吉主宰の同人雑誌名を『宇宙塵』と命名したのは、同人のひとりであった三谷だと聞いている。

### 森田進
- 『遠縁の人』（土曜美術社出版販売、1992年）

この世の歩みを受けとめていく詩人のたたずまいは、＜やさしさ＞に染め上げられる。この＜やさしさ＞は、生きてあることを深く肯っているが、微妙な翳りも見せている。あくまでも個人的な戦争の体験を抱きかかえながら、暮らしのひとつひとつの場面をていねいに価値づけていく。三谷晃一が築きあげる生のありようの貴さは、みごとというしかない。

### 谷内修三
- 『詩はどこにあるか・谷内修三の読書日記』(2006年1月19日)

『宇宙塵』9号は三谷晃一追悼号である。同人が選んだ作品抄は三谷の温かい人格を伝えていて、どの作品もすばらしい。私が一番ひかれたのは次の作品。「ゆうびん、し」は現代風に言えば「郵便っす」（郵便です）だろう。「語尾の「し」には不思議な暖かさがあって」と三谷は書いているが、そこに「暖かさ」を見つけるところに三谷のあたたかさがある。そして「詩」がある。（中略）「詩」とは郵便配達人がかける「ゆうびん、し」の語尾の「し」のようなものである。「し」はなくても意味は伝わる。「し」を語尾につけなくても誰も苦情を言わない。（最近では「郵便」という掛け声さえまれだろう。）しかし、「し」を聞くと何かを思い出さずにはいられない。ー略ー そしてそこにはあたたかな生活、正直で美しい何かがあるのだ。「郵便」とだけつげるのではなく、ほんのちょっとつけくわえる人の気持ちの美しさが。　ことばの片隅に隠れている不思議なあたたかさ。人のこころの正直なうごきをひっそりとつたえる何か。気づかれなくてもいい。しかし、そっとつけくわえるその人のこころ。それが「詩」だ。

### 井上リサ
- 『臨床美学研究室』（ ココログ、2011年6月4日）

（前略）『星と花火』に採録された作品を全て読んでみて思ったことは、自分や郷土の置かれた様々な状況を何に怨むまでもなく坦々と受け入れて生きていく三谷の姿である。まず、「初夏の村で」「魚をとる」という作品。具体的な場所を示す地名は一切でてこないが、ここに綴られた風景は、例えば井上陽水の『少年時代』の様に誰もが記憶として持っている故郷の原風景である。（中略）こんな時間が流れる村に、ある日突然工場、高速道路、工業団地、ダムが作られていく。しかし三谷は、今となっては村の総意で受け入れたそれらの物にたとえ郷土の記憶が奪われても、工場やダムの向こうの町にも人々の暮らしがあるのだと、その敗北感を声高に叫ぶのではなく、静かに胸にしまい込むのである。そして、「 セイタカアワダチソウ」という作品。ここでは自分の郷土（日本）が何者かに征服されていくような光景が、変わりゆく故郷の風景ををメタファにして綴られている。それは異国の武力であり、また外来（東京）からの巨大資本でもある。（中略）作品「セイタカアワダチソウ」に登場する小さな風でも大きく揺れているススキの姿は、その見知らぬ侵略者に対する抵抗の象徴だ。昭和40年代といえば，わが国は高度成長期のただ中であり，外来の工業文化、消費文化が一気に流入してきた時代だ。当時を振り返れば、このセイタカアワダチソウも同時に印象として焼き付いているだろう。（中略）どんな状況下でも、物事の対立や争いを止揚していくような、三谷晃一という東北の郷土に生きた一人の詩人の懐の深さを感じるのである。